# Balogh Dezső (néprajzkutató)
Balogh Dezső (Rugonfalva, 1912. október 2. – ?) magyar tanító és magyar népdalgyűjtő.

## Életútja
Székelykeresztúron szerzett tanítói oklevelet. Szilágyperecsenben, Kaplonyban, Selymesilosván, majd Sarmaságon tanított és népdalokat gyűjtött. Az iskolában a karnagyi teendőket is ő látta el. 1972-ben vonult nyugdíjba.
Önálló gyűjteményként a Szilágyság vidékéről Balogh Dezső, nyugalmazott sarmasági tanító-karnagy Szilágysági népdalcsokor című daloskönyve jelent meg 1973-ban a Szilágy Megyei Népi Alkotások és a Művészeti Tömegmozgalom Irányító Központjának kiadásában. E kötet 9 kárásztelki, 2 mocsolyai, 30 sarmasági, 26 selymesilosvai és 1 szilágyperecseni, vagyis összesen 68 dalt tartalmaz. Amint a könyvecske rövid előszava is hangsúlyozza, a szerző és a kiadó nem szándékozott tudományos kívánalmakhoz igazodni. Ez a hozzáállás a szakszerűség szintjét meghatározó tényezőként jutott érvényre mind a gyűjtés során az énekesek képességeinek elbírálásában, mind a dalok válogatásában, valamint a lejegyzés meg a közreadás módjában.

## Kötete
- Szilágysági népdalcsokor : kiadta a Népi Alkotások és Művészeti Tömegmozgalmak Szilágy megyei Központja : Zilah 1973. 105 p.